# Punt return
 (janvier 2009).
Sa qualité peut être largement améliorée en utilisant un vocabulaire plus directement compréhensible.
Dans le football américain, un punt return est une des options d'équipe de réception de punt pour répondre à un punt. Un joueur (d'habitude un wide receiver ou un running back) placé assez loin derrière la ligne de mêlée, essayera d'attraper la balle après que celle-ci sera envoyée par le punter adverse.
Ils essayeront alors de remonter la balle le plus loin possible en direction de l'équipe adverse sans se faire plaquer ou sortir hors des limites de terrain.
Cette technique est très régulièrement utilisée en 4th down.